# Clerota shiva
Clerota shiva är en skalbaggsart som beskrevs av Valck Lucassen 1931. Clerota shiva ingår i släktet Clerota och familjen Cetoniidae. Inga underarter finns listade i Catalogue of Life.